# William Norman Archibald Bostock
William Norman Archibald Bostock, kanadski general in vojaški inženir, * 1903, † 1970.